# ЦСКА-2 (Київ)
ЦСКА-2 — колишній український футбольний клуб з міста Києва, фарм-клуб ЦСКА (Київ).

## Історія
Перед початком сезону 1996/97 років відбувається розлад у середині клубу «ЦСКА-Борисфен»: армійці хочуть власний клуб вищої ліги. Клуб перейменовують на ЦСКА. При цьому команда ЦСКА, що за підсумками попереднього сезону вийшла з другої ліги до першої, стала фарм-клубом і почала називатися ЦСКА-2.
Фарм-клуб провів п'ять повноцінних сезонів у першій лізі, серед яких найвищим місцем стало п'яте в сезоні 1999/00.
У грудні 2001 року, під час зимової перерви сезону 2001/02 років, київська мерія і міністерство оборони ухвалили рішення створити спільну команду «Арсенал» (Київ), яку сформували на базі першої команди клубу. Друга команда (ЦСКА-2) перестала бути фарм-клубом і була перейменована на ЦСКА (Київ).

## Статистика виступів
| Сезон   | Ліга       | Місце | І  | В  | Н  | П  | ГЗ | ГП | О  | Примітки                                       |
| ------- | ---------- | ----- | -- | -- | -- | -- | -- | -- | -- | ---------------------------------------------- |
| 1996–97 | Перша ліга | 19    | 46 | 15 | 9  | 22 | 37 | 56 | 54 |                                                |
| 1997–98 | Перша ліга | 12    | 42 | 18 | 5  | 19 | 56 | 44 | 59 |                                                |
| 1998–99 | Перша ліга | 11    | 38 | 14 | 10 | 14 | 45 | 48 | 52 |                                                |
| 1999-00 | Перша ліга | 5     | 34 | 16 | 6  | 12 | 38 | 26 | 54 |                                                |
| 2000–01 | Перша ліга | 8     | 34 | 15 | 1  | 18 | 36 | 43 | 46 |                                                |
| 2001–02 | Перша ліга | 14    | 34 | 10 | 9  | 15 | 33 | 38 | 41 | Як ЦСКА-2 провів лише першу частину чемпіонату |

## Відомі футболісти
- Геннадій Медведєв
- Анатолій Опря
- Мар'ян Марущак
- Іван Кривошеєнко
- Матвій Бобаль
- Олександр Горяїнов
- Андрій Каряка